# Новомихайлів
Новомихайлів — село в Україні, у Великоолександрівській селищній громаді Бериславського району Херсонської області. Населення становить 7 осіб.

## Населення

### Мовний склад
Рідна мова населення за даними перепису 2001 року:
| Мова       | Чисельність, осіб | Доля     |
| ---------- | ----------------- | -------- |
| Українська | 6                 | 85,71 %  |
| Російська  | 1                 | 14,29 %  |
| Разом      | 7                 | 100,00 % |

## Історія
12 червня 2020 року, відповідно до Розпорядження Кабінету Міністрів України від № 726-р «Про визначення адміністративних центрів та затвердження територій територіальних громад Херсонської області», увійшло до складу Великоолександрівської селищної громади.
19 липня 2020 року, в результаті адміністративно-територіальної реформи та ліквідації  Великоолександрівського району увійшло до складу Бериславського району.
19 вересня 2024 року Верховна Рада підтримала перейменування села Нова Калуга Друга на Новомихайлів. 26 вересня 2024 року перейменування набуло чинності.